# Ракувка (Люблинское воеводство)
Ракувка (пол. Rakówka) — деревня в Билгорайском повете Люблинского воеводства Польши. Входит в состав гмины Ксенжполь. По данным переписи 2011 года, в деревне проживало 542 человека.

## География
Деревня расположена на юго-востоке Польши, в пределах Сандомирской низменности, к югу от реки Танев, на расстоянии приблизительно 16 километров к югу от города Билгорай, административного центра повета. Абсолютная высота — 203 метра над уровнем моря. К западу от населённого пункта проходит региональная автодорога 835.

## Климат
Климат характеризуется как влажный континентальный с тёплым летом (Dfb  в классификации климатов Кёппена). Среднегодовая температура воздуха составляет 7,7 °C. Средняя температура самого холодного месяца (января) составляет −4,6 °С, самого жаркого месяца (июля) — 18 °С. Расчётная многолетняя норма осадков — 578 мм.

## История
Согласно «Военно-статистическому обозрению Российской Империи», в 1847 году в Раковке проживало 565 человек. В административном отношении деревня входила в состав Замостского уезда Люблинской губернии Царства Польского. Согласно переписи 1921 года, в Ракувке проживало 612 человек в 138 домах.
В период с 1975 по 1998 годы входила в состав Замойского воеводства.

## Население
Демографическая структура по состоянию на 31 марта 2011 года:
|         | Всего | До трудоспособного возраста | Трудоспособного возраста | Старше трудоспособного возраста |
| ------- | ----- | --------------------------- | ------------------------ | ------------------------------- |
| Мужчины | 288   | 74                          | 198                      | 16                              |
| Женщины | 254   | 46                          | 149                      | 59                              |
| Всего   | 542   | 120                         | 347                      | 75                              |